# Aluminiumbronze
Aluminiumbronze eller alu-bronze er en bronzevariant hvori aluminium er hovedbestanddelen i metallegeringen næst efter kobber (til perspektivering udgøres almindelig bronze af kobber og tin - og messing af kobber og zink). Mange aluminiumbronze varianter med forskellig sammensætning bliver anvendt industrielt, de fleste indeholder 5% til 11% aluminium efter masse, den resterende masse er kobber; andre legeringsgrundstoffer såsom jern, nikkel, mangan og silicium bliver også nogle gange tilsat aluminiumbronzer.

## Sammensætninger
Den følgende tabel lister de mest almindelige aluminiumbronze legeringssammensætninger, efter ISO 428 benævnelse. Procentdelen viser legeringsstoffet efter masse. Kobber er den resterende del efter masse og bliver ikke listet:
| Legering     | Aluminium | Jern      | Nikkel    | Mangan    | Zink      | Arsen     |
| ------------ | --------- | --------- | --------- | --------- | --------- | --------- |
| CuAl5        | 4.0–6.5%  | 0.5% max. | 0.8% max. | 0.5% max. | 0.5% max. | 0.4% max. |
| CuAl8        | 7.0–9.0%  | 0.5% max. | 0.8% max. | 0.5% max. | 0.5% max. |           |
| CuAl8Fe3     | 6.5–8.5%  | 1.5–3.5%  | 1.0% max. | 0.8% max. | 0.5% max. |           |
| CuAl9Mn2     | 8.0–10.0% | 1.5% max. | 0.8% max. | 1.5–3.0%  | 0.5% max. |           |
| CuAl10Fe3    | 8.5–11.0% | 2.0–4.0%  | 1.0% max. | 2.0% max. | 0.5% max. |           |
| CuAl10Fe5Ni5 | 8.5–11.5% | 2.0–6.0%  | 4.0–6.0%  | 2.0% max. | 0.5% max. |           |

## Materielle egenskaber
Aluminiumbronze bliver mest påskønnet pga. deres høje styrke og korrosionsmodstand sammenlignet med andre bronzelegeringer. Aluminiumbronze er anløben-modstandsdygtig og udviser lave korrosionhastighed i atmosfæriske forhold, lave oxidationshastigheder ved høje temperaturer - og lav reaktivitet med svovlforbindelser og andre forbrændingsmotor udstødningsgasprodukter. Aluminiumbronze er også modstandsdygtig overfor korrosion i havvand. Aluminiumbronzes korrosionsmodstand skyldes aluminium i legeringen, som reagerer med atmosfærisk oxygen som danner en tynd, stærk overflade af alumina (aluminiumoxid) som virker som en korrosionbarriere for de kobberrige legeringer. Tilsætning af tin kan forbedre korrosionsmodstanden.
En anden bemærkelsesværdig egenskab ved aluminiumbronze er deres biostatiske effekter.  Legeringens kobber forhindrer kolonisering af marine organismer inklusiv alger, laver, rurer - og muslinger - og derfor kan aluminiumbronze foretrækkes i stedet for rustfrit stål eller andre ikke-kobber legeringer i anvendelser hvor sådanne koloniseringer er uønskede.
Aluminiumbronze har typisk en gullig farvetone.

## Anvendelser
Aluminiumbronze bliver almindeligvis anvendt hvor deres korrosionsmodstand gør at de foretrækkes i forhold til andre materialer.  Disse anvendelser omfatter glidelejer og landingsstelskomponenter på luftfartøjer, strenge, motorkomponenter (især til havgående fartøjer), undervandsfastgøringer indenfor skibsteknik og skibspropeller.  Aluminiumbronze bliver også anvendt til at opfylde ATEX-direktivet til zonerne 1, 2, 21 og 22. Aluminiumbronzes attraktive guld farvetone gør at legeringen også anvendes indenfor smykkeindustrien.
Aluminiumbronze har højest efterspørgsel indenfor de følgende industrier og områder:
- Generel havvandsrelaterede brug
- Vandforsyning
- Olie og petrokemiske industrier (fx til værktøj som ikke må lave gnister)
- Specialiserede anti-korrosive anvendelser
- Visse strukturelle retrofit byggeanvendelser

Aluminiumbronze kan svejses ved at anvende MIG-svejsning med en aluminiumbronze kerne og ren argongas.
Aluminiumbronze bliver anvendt til at erstatte guld i tandkroner.
Legeringer som ligner aluminiumbronze anvendes i mønter, fx de danske mønter 10-kroner og 20-kroner. Nordisk guld er en aluminiumbronze variant, som bl.a. anvendes i visse euromønter.